# Tatarskie Wieści
Tatarskie Wieści (dawniej Podlaski Orient) – magazyn telewizyjny TVP3 Białystok o Tatarach w województwie podlaskim.

## O programie
Program jest emitowany (z przerwami) od marca 1997 roku. Początkowo magazyn ukazywał wszystkie mniejszości narodowe i etniczne w województwie podlaskim (pod nazwą Sami o sobie).
Magazyn tatarski emitowany był raz w miesiącu. Trwał 5 minut, potem (po zlikwidowaniu programu niemieckiego), wydłużono czas nadawania do 7 minut i 30 sekund. Od 2003 roku ukazywał się pod nazwą „Podlaski Orient”. Tytuł nawiązywał do wschodnich, orientalnych tradycji tatarskich.
Podlaski Orient był emitowany raz w miesiącu. W wypadku ważnych wydarzeń w życiu tej społeczności, ukazywało się jego dodatkowe specjalne wydanie. Był to program publicystyczny o sprawach tej społeczności.
Od kwietnia 1997 roku wydawcą Podlaskiego Orientu i autorem materiałów zamieszczanych w tym magazynie był redaktor Józef Wierzba. Wcześniej był nim Marek Liberadzki.
We wrześniu 2012 roku program powrócił pod obecną nazwą „Tatarskie Wieści”.
Wydawcą programu jest Dariusz Szada-Borzyszkowski.